# Братья по оружию (фильм, 1989)
«Братья по оружию» — боевик режиссёра Джорджа Блума.

## Сюжет
Два брата прогуливались по лесу и наткнулись на бандитов, хотевших убить девочку. Братья помогают спастись пленнице, но сами оказываются в ловушке. Оказалось они столкнулись с религиозными фанатиками-садистами, которым они помешали выполнить какое-то ритуальное убийство. Братья вынуждены сплотиться, чтобы противостоять злодеям.

## В ролях
- Тодд Аллен — Джой
- Чарльз Грант — Даллас
- Диди Пфайффер — Стиви
- Джек Старретт — Отец
- Митч Пиледжи — Кейлб
- Дэн Белл — Аарон
- Щеннон Норфлит — Коди
- Джей Ричардсон — Абботт

## Интересные факты
- Сюжет этого фильма сравнивают с сюжетом рассказа «Самая опасная игра» Ричарда Коннелла и сюжетом фильма «Избавление» Джона Бурмена